# Shonda Rhimes
Shonda Rhimes (ur. 13 stycznia 1970 r. w Chicago) – amerykańska scenarzystka, producentka filmowa oraz reżyserka. Jest pomysłodawczynią i twórcą seriali telewizyjnych Chirurdzy, Prywatna praktyka, Skandal oraz Sposób na morderstwo.

## Życiorys
Urodziła się 13 stycznia 1970 r. w Chicago jako najmłodsza z szóstki dzieci dwojga wykładowców akademickich i dorastała na przedmieściach tego miasta. Od dziecka bawiła się w wymyślanie historii, dużo czytała i pisała pamiętnik. Uczęszczała do katolickiej szkoły podstawowej. Przez cały okres edukacji była prymuską, a w liceum dodatkowo wolontariuszką w szpitalu. Po ukończeniu szkoły studiowała literaturę angielską i kreatywne pisanie na Dartmouth College w New Hampshire, po czym przeniosła się do San Francisco, gdzie podjęła pracę w agencji reklamowej. Nie czując się usatysfakcjonowana tą pracą, przeniosła się szkoły filmowej na University of Southern California w Los Angeles.
Jej pierwszy scenariusz When Willows Touch nie został zrealizowany. Po tej porażce rozważała studia medyczne, ale zamówiony u niej scenariusz filmu Narodziny gwiazdy został zrealizowany, a Halle Berry za rolę w tym filmie otrzymała Złoty Glob. Dzięki temu osiągnięciu szybko otrzymała kolejne zamówienie na scenariusz filmu dla Britney Spears – Crossroads – Dogonić marzenia. Pomimo bardzo niskich ocen krytyki, film odniósł duży sukces finansowy, a zarobione na nim środki Rhimes wydała na dom, o którym mówi dom, który kupiła Britney. 
Po napisaniu Pamiętnika księżniczki 2 zdecydowała się na współpracę z telewizją. Chociaż jej pierwszy scenariusz nie został zrealizowany, drugi (Chirurdzy) stał się światowym przebojem. W 2005 r. założyła firmę Shondaland, która zajmuje się realizacją projektów telewizyjnych. W 2017 r. podpisała kontrakt z Netflixem, który już wcześniej zabiegał, by przeszła do tej firmy. Jej pierwszym scenariuszem dla Netflixa był serial Kim jest Anna, jednocześnie została producentką serialu Bridgertonowie. Później została jeszcze scenarzystką spin-offu tej serii, tj. Królowej Charlotty.
Ma trzy córki – dwie adoptowane i jedną urodzoną dzięki pomocy surogatki.

## Filmografia

### scenarzysta
- 1997: Blossoms and Veils
- 1999: Wschodząca gwiazda
- 2002: Crossroads – Dogonić marzenia
- 2004: Pamiętnik księżniczki 2: Królewskie zaręczyny
- od 2005: Chirurdzy

### reżyser
- 1997: Blossoms and Veils

### producent filmowy
- od 2005: Chirurdzy
- 2007 − 2013: Prywatna praktyka
- od 2012: Skandal
- od 2014: Sposób na morderstwo